# رونالد بارنز (تنس)
رونالد بارنز (بالبرتغالية: Ronald Barnes) مواليد 1 يناير 1941 في ريو دي جانيرو - الوفاة 13 ديسمبر 2002 في نيويورك، كان لاعب كرة مضرب برازيلي بدأ مسيرته كمحترف سنة 1957، اعتزل اللعب في 1970.

## روابط خارجية
- رونالد بارنز على موقع رابطة محترفي التنس (الإنجليزية)
- رونالد بارنز على موقع الاتحاد الدولي لكرة المضرب (الإنجليزية)
- رونالد بارنز على موقع أرشيف التنس.كوم (الإنجليزية)
- رونالد بارنز على موقع بطولة ويمبلدون (الإنجليزية)
- رونالد بارنز على موقع خلاصة التنس.كوم (الإنجليزية)